# Rufo Neto
Rufo Neto (...) è un giocatore di football americano brasiliano, che gioca come offensive lineman per i João Pessoa Espectros.